# 格倫埃科 (馬里蘭州)
格倫埃科（英語：Glen Echo）是一個位於美國馬里蘭州蒙哥馬利縣的市鎮。

## 人口
根據2020年美國人口普查的數據，格倫埃科的面積為0.27平方千米，當中陸地面積為0.27平方千米，而水域面積為0.00平方千米。當地共有人口279人，而人口密度為每平方千米1,033人。